# Norihiro Nishi
Norihiro Nishi (jap. 西 紀寛, Nishi Norihiro; * 9. Mai 1980 in Takatsuki, Präfektur Osaka) ist ein ehemaliger japanischer Fußballspieler.

## Karriere

### Verein
Norihiro Nishi erlernte das Fußballspielen in den Schulmannschaften der Shibatani Junior High School und der Funabashi Municipal High School. Seinen ersten Vertrag unterschrieb er 1999 bei Júbilo Iwata. Der Verein aus Iwata spielte in der ersten Liga des Landes, der J1 League. 2012 wechselte er zum Zweitligisten Tokyo Verdy. Mit dem Verein aus Tokio spielte er in der zweiten Liga, der J2 League. 2014 verließ er Japan und wechselte nach Thailand. Hier unterschrieb er einen Vertrag bei Police United. Der Verein aus der Hauptstadt Bangkok spielte in der ersten Liga, der Thai Premier League. Ende 2014 stieg der Verein in die zweite Liga ab. Wo er 2015 gespielt hat, ist unbekannt. Die Saison 2016 stand er beim Okinawa SV in Uruma unter Vertrag. Nach der Saison beendete er seine Karriere als Fußballspieler.

### Nationalmannschaft
2004 debütierte Nishi für die japanische Fußballnationalmannschaft. Nishi bestritt fünf Länderspiele. Mit der japanischen Nationalmannschaft qualifizierte er sich erfolgreich für die Olympischen Spiele 2000.

## Erfolge

### Verein
Júbilo Iwata
- J. League: 1999, 2002
- Kaiserpokal: 2003
- J. League Cup: 2010

### Nationalmannschaft
- Asienmeisterschaft: 2004